# Municipio de Prairie Creek (condado de Hall, Nebraska)
Prairie Creek Township es una subdivisión territorial inactiva del condado de Hall, Nebraska, Estados Unidos. Según el censo de 2020, tiene una población de 267 habitantes.

## Geografía
La subdivisión está ubicada en las coordenadas 41°0′12″N 98°26′9″O / 41.00333, -98.43583. Según la Oficina del Censo, tiene una superficie de 91.77 km², correspondientes en su totalidad a tierra firme.

## Demografía
Según el censo de 2020, hay 267 personas residiendo en la zona. La densidad de población es de 2.91 hab./km². El 96.3 % de los habitantes eran blancos, el 0.7 % eran afroamericanos, el 0.7 % eran asiáticos, el 0.4 % era amerindio, el 0.4 % era de otra raza y el 1.5% eran de una mezcla de razas. Del total de la población, el 1.5 % eran hispanos o latinos de cualquier raza.